# Nyo Twan Awng
Nyo Twan Awng (en birman : ညိုးတွန်းအောင် ; parfois orthographié Nyo Tun Aung), né Zaw Myo Thet le 4 mars 1981 à Kyaukpyu (État d'Arakan), est un homme politique et militaire birman. Il occupe les fonctions de vice-président de la Ligue unie d'Arakan (ULA) et de commandant en second de l'Armée d'Arakan (AA), organisation armée active dans l'État d'Arakan,,,,,,.      

## Biographie
Nyo Twan Awng naquit sous le nom de Zaw Myo Thet le 4 mars 1981 à Kyaukpyu, dans l’État d'Arakan, au Myanmar. Il suivit des études en sciences médicales (MB, B. S) à l’Université de médecine nº2 de Rangoun entre 1999 et 2008. En 2009, alors qu’il effectuait son internat en chirurgie à l’hôpital général Thingangyun Sanpya de Rangoun, il fit l’objet d’une surveillance accrue de la part de la စအဖ (Sa Ah Pha), la police secrète birmane, en raison de son implication supposée dans des mouvements politiques clandestins. Contraint à la fuite pour échapper à une arrestation, il gagna les territoires contrôlés par l’Armée indépendante kachin, dans le nord du pays. Cette même année, il participa à la fondation de l’Armée arakan (Arakan Army, AA) et fut l’un des premiers à suivre son instruction militaire initiale. Aux côtés du général de division Twan Mrat Naing, il contribua à l’établissement de cette organisation, dont l’influence s’accrut par la suite dans l’ouest du Myanmar,. 
Le responsable a présenté l’attaque conduite par son groupe le 4 janvier — jour anniversaire de l’indépendance — contre quatre postes de police comme une mesure défensive, justifiée par le renforcement des troupes de la Tatmadaw dans le nord de l’État de Rakhine. Il a également invoqué, à l’appui de ses dires, la déclaration du 21 décembre 2018 par laquelle la Tatmadaw annonçait la suspension de ses opérations dans cinq commandements régionaux du nord du Myanmar jusqu’au 30 avril, y voyant le présage d’une campagne imminente. Toutefois, la Tatmadaw maintint ses actions militaires durant deux mois et demi, jusqu’à ce que l’Armée de libération nationale Ta’ang (TNLA) et d’autres factions de l’Alliance du Nord livrassent une attaque concertée contre l’Académie technologique des services de défense à Pyin U Lwin, le 15 août. Cet assaut provoqua une riposte accrue de la part de la Tatmadaw. 
En juin 2018, Nyo participa à la deuxième conférence de Panglong, tenue à Naypyidaw, où il s’entretint avec des représentants du gouvernement afin d’examiner les voies d’une résolution pacifique au conflit qui ensanglantait le pays depuis une décennie.

## Prix et distinctions
- Médaille d'honneur (AA)
- Médaille de la Liberté et de l'Établissement Humain National
- Prix de médecine de l'Université de Dagon (1999)